# ソル・フォーマン
ソル・フォーマン（Sol Forman、1903年7月1日 - 2001年11月22日）は、アメリカ合衆国の実業家・レストラン経営者であり、ニューヨークのピーター・ルーガー・ステーキハウスのオーナーである。

## 生涯
フォーマンはマンハッタンのローワーイーストサイドで1903年7月1日に生まれた。家計を支えるために高校を中退し、兄弟とともにパートナーシップを組んで金物を売る店を開いた。店の向かいにはピーター・ルーガー・ステーキハウスがあり、フォーマンは常連となった。創業者のピーター・ルーガーから店を継いだその息子が、1950年に経営不振からこの店を競売にかけたとき、フォーマンは唯一の入札者となった。
フォーマンはこのステーキハウスの経営を立て直し、ニューヨークで最も有名なステーキハウスの一つにまで成長させた。1961年にロングアイランドに支店をオープンさせた。
フォーマンは死ぬまでブルックリン区フラットブッシュに住んでいた。フォーマンは2001年11月22日に98歳で死去した。ステーキハウスの経営権は娘のマリリン・スピエラとエイミー・ルービンスタインが継承した。2人は、スピエラの娘ジョディ・ストーチとともに店を経営している。フォーマンの子供たちは、全員バーナード・カレッジの卒業生である。
娘のエリッサ（エリー）は、ゼネラル・シガー・カンパニーの社長エドガー・M・カルマンの息子、エドガー・M・カルマン・ジュニアと結婚した。エイミーは、広報専門家のハワード・J・ルービンスタインと結婚した。